# Piezarina smaragdina
Piezarina smaragdina là một loài bọ cánh cứng trong họ Cerambycidae.